# Бережной, Анатолий Семёнович
Анатолий Семёнович Бережной (укр. Бережной Анатолій Семенович; 19 сентября (2 октября) 1910 года, Остапье, Хорольский уезд, Полтавская губерния, Российская Империя — 15 декабря 1996 года, Харьков, Украина) — советский и украинский учёный, химик, доктор технических наук (1947), профессор, академик (1979; член-корреспондент с 1948) Национальной академии наук Украины; почётный член Украинского минералогического товарищества (V съезд, 1991). Отец физика Юрия Анатольевича Бережного.

## Биография
Анатолий Бережной родился 19 сентября (2 октября) 1910 года в селе Остапье Полтавской губернии (сейчас Великобагачанский район Полтавской области Украины).
Отец — Семён Иванович Бережной, происходил с давнего казацкого рода, работал фельдшером, потом врачом и главным врачом медицинских учреждений Харькова.
Среднюю школу окончил в Полтаве.
В 1932 году окончил Харьковский химико-технологический институт.
Следует отметить, что в 1929 году в Харьков переехал будущий академик Иван Васильевич Обреимов, который являлся организатором физико-механическом факультета в Харьковском машиностроительного института, через некоторое время ставшим частью Харьковского политехнического института.
Он обратил внимание на Анатолия Бережного и предложил ему стать физиком. Однако тот, после раздумий, выбрал «силикатный» путь.
В 1936 году у Анатолия Бережного родился сын Юрий, впоследствии ставший известным физиком, специалистом в теории атомного ядра, профессором Харьковского университета и лауреатом ряда престижных премий по физике.
После окончания института, за исключением лет эвакуации Бережной живёт и работает в Харькове.
В 1932—1941 и 1944—1966 годах работал в Украинском институте огнеупоров Наркомата чёрной металлургии СССР:
- 1932—1938 годы — ассистент, научный сотрудник.
- 1938—1941 годы и 1944—1948 годы — заведующий лаборатории.
- 1984—1955 годы — заместитель директора
- 1955—1966 годы — директор института.

Во время Великой Отечественной войны — в 1941—1944 годы, пребывал в эвакуации и работал заведующим отдела технического контроля завода «Магнезит» Наркома чёрной металлургии СССР в Челябинской области.
В 1947 году (по другим данным — 1946[уточнить]) становится доктором технических наук.
В 1948 году (по другим данным — 1950[уточнить]) был избран членом-корреспондентом АН СССР.
В 1966 году Анатолий Бережной оставляет административные посты и погружается в науку.
В 1966—1970 годы — заведующий созданного им отдела экспериментальной минералогии Института геохимии и физики минералов АН УССР.
В 1970—1975 годы — заведующий лаборатории физической химии Физико-технического института АН УССР.
С 1975 года до последних дней жизни работал в Харьковском политехническом институте:
- В 1975—1984 годах — заведующий кафедры технологии керамики, огнеупоров, стекла и эмалей.
- С 1984 года — профессор[1].

В 1979 году Анатолий Бережной был избран академиком АН Украины.
Скончался 15 декабря 1996 года в Харькове.
Похоронен на 2-м городском кладбище Харькова в могиле его матери.

## Научная деятельность
Анатолий Бережной работал в области физической химии силикатов и огнеупорных материалов и технологий. Разрабатывает теоретические проблемы строения в субсолидусной области многокомпонентных систем. В 1969 году предложил способ определения предела температур субсолидусного состояния систем, образованных любыми компонентами (химическими элементами, оксидами, солями, органическими соединениями). Разработал технологию получения форстеритовых, шпинельных и других огнеупоров.
Заметную часть вклада учёного была сделана на стыке химии и минералогии.
Анатолий Бережной был членом редколлегии и заместителем главного редактора журнала «Известия Академии наук СССР. Неорганические материалы», членом редакционных коллегий журналов «Огнеупоры» и «Украинский химический журнал».
Анатолий Семёнович опубликовал около 200 научных трудов, несколько фундаментальных монографий, учебно-методическую литературу, пособия для студентов.

## Награды и премии
Анатолий Семёнович Бережной был избран Почётным доктором ХГПУ (1993), получил звание заслуженного Соросовского профессора (2994), награждён 5 орденами и медалями.
Имя Бережного вошло в сборник «5 000 выдающихся личностей мира» (1990).